# Pelle Kil
Pelle Tobias Kil (nascido em 26 de maio de 1971) é um ex-ciclista holandês. Se tornou profissional em 2001.
Kil representou os Países Baixos durante os Jogos Olímpicos de Barcelona 1992, onde competiu nos 100 km contrarrelógio por equipes, terminando na nona posição.
Terminou em terceiro no campeonato nacional de estrada em 1993.